# 東京センチュリー
東京センチュリー株式会社（とうきょうセンチュリー、Tokyo Century Corporation）は、東京都千代田区に本社を置く、日本の大手総合リース会社。伊藤忠商事の持分法適用関連会社である。
2016年10月1日付けで、旧社名「東京センチュリーリース」から現在の社名に変更された。
コーポレートスローガンは、「その挑戦に、力を。」

## 概要
2009年（平成21年）4月に、業界12位のセンチュリー・リーシングシステムと業界7位の東京リースが合併し誕生。合併により規模が国内トップクラスのリース会社となっている。2012年（平成24年）3月に、日本航空等が出資する格安航空会社（LCC）であるジェットスター・ジャパンの株式16.7％を取得し、航空機リース事業を強化。資本支援を行なっている信販大手オリエントコーポレーション及びニッポンレンタカーサービスとジェットスター・ジャパンとの連携を視野に入れる 等、総合ファイナンス路線へのシフトを進めている。
パソコンやサーバー等の情報通信機器の取り扱いに強みを持ち、この分野のシェアは業界一位（2013年3月末）。オートリース分野ではグループで43万8千台（2013年3月末）を管理しており、オリックス自動車、住友三井オートサービスにつぐ業界第三位（シェア13.8%）。また、近年は後述のとおり積極的な海外展開をすすめている他、ニッポンレンタカーサービスの連結子会社化や数社ある傘下のオートリース会社統合を発表する等、オートリース分野の強化に動きはじめている。
他のみずほフィナンシャルグループ系の総合リース会社2社（芙蓉総合リース、みずほリース）に比べると、みずほフィナンシャルグループ系以外の大株主が多彩である為、独立色が強く、その影響もあり資金調達先が多様化している。

## 海外展開
成熟化しつつある国内市場だけでなく中国を中心とした海外事業に注力しており、煩雑な輸出手続きを省くことができるという「延払貿易取引」サービス等を提供している。
インドの大手財閥タタ・グループと組み日本のリース会社として初めてインドでリース事業を展開する他、伊藤忠商事との協業によりインドネシアに現地法人を立ち上げる等、積極的な海外展開を進めており、中国においても2012年（平成24年）4月に3拠点（大連、青島、武漢）、9月に1拠点（成都）を追加で設け、中国本土を9拠点体制とした。これで海外拠点は9ヶ国19拠点 となっている。
また、2012年6月には米国の独立系リース会社であるCSI Leasing, Inc.との業務提携を発表。以前から北米で活動を行なっている現地法人のCentury Tokyo Leasing（USA）Inc.との協業を深め、今後は中南米地域においても日系企業を中心に総合ファイナンスサービスを提供していく。

## グループ関係
合併前の両社は共にみずほフィナンシャルグループが一定の影響力を持っていた為、将来的には同じくみずほ系リース会社である芙蓉総合リースと興銀リースとの合併をみずほフィナンシャルグループ主導で行うものと思われていた が、みずほフィナンシャルグループが2011年（平成23年）3月に大規模システム障害を引き起こし、金融庁から業務改善命令を受け、本業の銀行業、証券業の統合へ向かうことになったことから、リース再編どころではなくなっている。
その為、2011年（平成23年）3月から5月にかけての伊藤忠商事による持株比率引き上げ（20％から25％へ）や、伊藤忠商事前代表取締役副社長である丹波俊人の代表取締役会長就任、伊藤忠グループとの協業のための子会社設立 等、伊藤忠グループとの関係強化に動いており、前述のとおりインドネシアに現地法人を設立する等、海外事業においても伊藤忠商事との協業を深めている。
また、2022年には3月にふくおかフィナンシャルグループと資本業務提携を締結し、6月には三菱UFJフィナンシャル・グループの東銀リースの第三者割当増資に三菱UFJ銀行・農林中央金庫と共に参加するなど、みずほフィナンシャルグループ以外の金融機関との連携を盛んに行っている。

## 不祥事
2019年春に神奈川県庁が富士通リース横浜支店から借りていた共有サーバーのハードディスクが交換時期を迎えたため、サーバーから取り外した上で初期化。富士通リースはブロードリンクにデータを復元不可能な状態にするように依頼（丸投げ）をしたが、一部のハードディスクを同社のデータ消去作業担当者が勝手に持ち出し、18個をオークションサイトに出品。このうち、9個を落札した第三者が安全性を確かめるためにハードディスクを復元ソフトで確認したところ、神奈川県が作成した大量の公文書ファイルが保存されていたことが判明。自動車税の納税記録や県職員の業務記録など、大量の個人情報が外部に流出した。この事が同年12月6日に朝日新聞の独自（スクープ）記事によって明らかとなり、富士通リースは同日公式ホームページにて謝罪した。

## 沿革

### 旧センチュリー・リーシング・システム
- 1969年（昭和44年）7月 - 伊藤忠商事 ・第一銀行（現・みずほ銀行）・日本生命保険 ・朝日生命保険の共同出資によって設立。
- 1985年（昭和60年）4月 - センチュリー・オート・リース株式会社設立。
- 2003年（平成15年）9月 - 東京証券取引所市場第二部上場。
- 2004年（平成16年）9月 - 東京証券取引所市場第一部上場。
- 2005年（平成17年）10月 - センチュリー・オート・リース株式会社がNTTオートリース株式会社と合併し、日本カーソリューションズ株式会社が発足。
- 2009年（平成21年）4月 - 東京リース株式会社を吸収合併し、社名を東京センチュリーリース株式会社に変更。

### 旧東京リース
- 1964年（昭和39年）8月 - 日本勧業銀行（現・みずほ銀行）、勧銀土地建物（日本土地建物を経て、現・中央日本土地建物）、南桜商事（現・日新建物）の共同出資により設立。
- 1979年（昭和54年）3月 - 東京オートリース株式会社を設立。
- 1990年（平成2年）2月 - 東京証券取引所市場第二部上場。
- 2002年（平成14年）9月 - 東京証券取引所市場第一部上場。
- 2002年（平成14年）10月 - 川鉄リース株式会社と合併。
- 2008年（平成20年）
  - 1月 - 資生堂リース株式会社の株式の90%を取得し、同社を連結子会社化。
  - 3月 - オリエントコーポレーションとの共同出資により、株式会社オリコオートリースを設立。
- 2009年（平成21年）
  - 3月 - 東京証券取引所市場第一部上場廃止。
  - 4月 - センチュリー・リーシング・システム株式会社と合併。

### 東京センチュリーリース→東京センチュリー
- 2009年（平成21年）4月 - センチュリー・リーシング・システム株式会社と東京リース株式会社が合併し、社名を東京センチュリーリース株式会社に変更。
- 2010年（平成22年）4月 - 日本カーソリューションズ株式会社が同社連結子会社である昭和オートレンタリース株式会社と合併。
- 2011年（平成23年）
  - 3月 - ニッポンレンタカーサービスの株式を追加取得し、同社を持分法適用会社とする。
  - 11月 - 伊藤忠系のイー・ギャランティと共同での仏保険大手系コファス・ジャパン・ファイナンスからのファクタリング事業及び保証事業譲受け合意。
- 2012年（平成24年）
  - 3月 - 格安航空会社（LCC）であるジェットスター・ジャパンの株式16.7％を取得。
  - 4月 - タタ・グループの金融子会社タタ・キャピタルと業務提携の覚書（6月正式提携予定）。
  - 6月 ‐ CSI Leasing, Inc.との業務提携を発表。
- 2013年（平成25年）
  - 6月 - ニッポンレンタカーサービス株式会社を連結子会社化。
  - 10月 - 持分法適用会社の日本カーソリューションズ株式会社と連結子会社である東京オートリース株式会社が合併し、日本カーソリューションズ株式会社を連結子会社化。
- 2016年（平成28年）
  - 6月 - CSI Leasing, Inc.を完全子会社化[19]。
  - 10月 - 社名を東京センチュリー株式会社に変更。
- 2017年（平成29年）4月 - 連結子会社の日本カーソリューションズ株式会社が、日本たばこ産業株式会社の連結子会社である株式会社ジェイティクリエイティブサービスから、保有するリース車両（約4,000台）及びそのリース債権を譲受。[20]
- 2018年（平成30年）4月 - 連結子会社の日本カーソリューションズ株式会社が、東京ガス株式会社100%出資子会社である東京ガスオートサービス株式会社の全株式を取得し、子会社化。[21]
- 2020年（令和2年）2月 - 日本電信電話（NTT）との資本業務提携を発表。第三者割当増資を実施し、NTTが当社の発行済株式総数の10％を取得。当社、NTT、NTTファイナンスの3社による合弁会社、NTT・TC リース株式会社を設立。[22]
- 2021年（令和3年）
  - 3月 - 日通商事のリース事業を、日本通運が新たに設立した日通リース＆ファイナンス株式会社に対して分割型吸収分割の方法により承継。当社が日通リース＆ファイナンス株式会社の発行済株式数の49%を日本通運から取得し、持分法適用関連会社となる[23][24]。
  - 4月 - 連結子会社の日本カーソリューションズ株式会社が、子会社の東京ガスオートサービス株式会社を吸収合併。
- 2022年（令和4年）
  - 3月 - ふくおかフィナンシャルグループと、資本業務提携契約を締結[17]。
  - 6月 - 東銀リース（MUFG）と資本業務提携および三菱UFJ銀行・農林中央金庫と共に東銀リースの第三者割当増資の引き受けを表明[18]。

## かつて所有していた物件

### 商業施設
- イオンモール直方 - 旧・センチュリー・リーシング・システムの所有物件[25][26][27]。

## 主要関連会社

### 国内

#### リース・ファイナンス事業
- 株式会社アイテックリース - NHKアイテックが15％出資。放送関連設備のリース。
- FLCS株式会社 - 元富士通子会社。主に富士通製品をリース。
- 株式会社IHIファイナンスサポート - 元IHI子会社。同グループを対象としたリース。
- 株式会社アマダリース - 元アマダ子会社。主にアマダ製品をリース。
- NTT・TCリース株式会社 - 日本電信電話・NTTファイナンスとの合弁。NTTグループが50%、当社が50%を出資する。NTTファイナンスのリース事業を譲り受けた。
- NX・TCリース&ファイナンス株式会社 - 日本通運、損保ジャパンとの合弁。出資比率は当社が49％、日本通運が49％、損保ジャパンが2％。旧称:日通リース&ファイナンス。
- FFGリース - 元は旧十八銀行系の十八総合リース株式会社[28]。ふくおかフィナンシャルグループとの資本業務提携契約に基づき、同社の株式の25%を取得し、持分法適用会社化[29]。
- 東銀リース - 旧東京銀行系。三菱UFJ銀行、農林中央金庫とともに2022年10月に持分法適用会社化[30][31]。

#### オートリース事業
- 日本カーソリューションズ株式会社
  - 旧センチュリー・リーシング・システムのオートリース事業子会社。2013年3月末時点での管理台数は30万1千台[8]。2013年10月に、旧東京リースの子会社であった東京オートリース（管理台数は10万2千台[8]）と合併。合併前は持分法適用会社であったが（日本電信電話が50％出資）、合併後は東京センチュリーリースの出資比率が59.5%となり連結子会社化されている。合併後の管理台数は単純合算で40万3千台。NTTグループを対象としたオートリースに強み。
- 株式会社オリコオートリース
  - オリエントコーポレーションとの共同出資により設立。管理台数は3万1千台[8]（2013年3月末）。個人向けオートリースに特化。
- ニッポンレンタカーサービス株式会社
  - レンタカー、オートリース事業。レンタカー保有台数27,000台、オートリースカー保有台数9,400台。
- エス・ディー・エル株式会社
  - 元資生堂子会社。資生堂グループを対象としたオートリース。

#### その他
- TC神鋼不動産株式会社 - 元神戸製鋼所子会社。大規模再開発、不動産関連サービス。
- EPC Japan株式会社 - パソコン等のデータ消去、リサイクル。
- ジェットスター・ジャパン株式会社 - 格安航空会社(LCC)

### 海外
- CSI Leasing, Inc.（アメリカ合衆国）
- Aviation Capital Group LLC（アメリカ合衆国）
- 東瑞盛世利（上海）商業保理有限公司（中国・上海）
- Tokyo Leasing (Hong Kong) Ltd.（中国・香港）
- 統一東京股份有限公司(President Tokyo Corporation)（台湾）
- Tokyo Century Leasing (Singapore) Pte. Ltd.(シンガポール)
- Tokyo Century Capital (Malaysia) Sdn. Bhd.（マレーシア）
- Tokyo Century (USA) Inc.（アメリカ合衆国）
- Tokyo Leasing (UK) Plc（イギリス）
- TISCO Tokyo Leasing Co., Ltd（タイ）
- PT. Tokyo Century Indonesia（インドネシア）